# Granges-sur-Vologne
Granges-sur-Vologne – miejscowość i dawna gmina we Francji, w regionie Grand Est, w departamencie Wogezy. W 2013 roku liczba ludności wynosiła 2294 mieszkańców. 
W dniu 1 stycznia 2016 roku z połączenia dwóch ówczesnych gmin – Aumontzey oraz Granges-sur-Vologne – utworzono nową gminę Granges-Aumontzey. Siedzibą gminy została miejscowość Granges-sur-Vologne. 